# Apis dorsata laboriosa
L'abella de la mel de l'Himàlaia (Apis dorsata laboriosa) és una subespècie d'himenòpter apòcrit de la família dels àpids (Apidae). És l'abella de la mel més grossa del món; els adults poden arribar a fer 3 cm de llargada. Està molt ben adaptada al seu hàbitat a gran altitud.

## Taxonomia
Anteriorment a 1980, Apis dorsata laboriosa era considerada una subespècie d'Apis dorsata, però el 1980 i durant 20 anys va ser considerada com una espècie. Actualment està classificada una altra vegada com subespècie d'Apis dorsata (Engel, 1999).

## Història natural

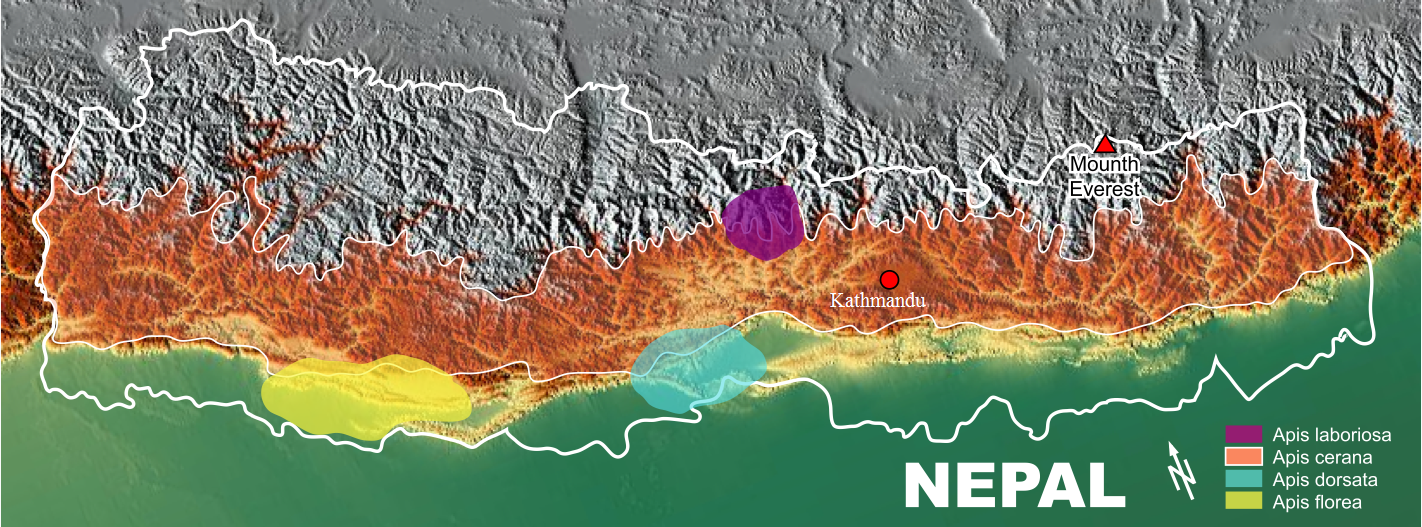
Distribució al Nepal

Està limitada a l'Himàlaia. Fa els seus nius a altituds d'entre 2.500 i 3.000 m en penya-segats verticals. Cadascun dels seus nius pot contenir 60 kg de mel. Pastura les flors a altituds de fins a 4.100 m. A l'Himàlaia també hi viuen altres espècies d'abelles: Apis cerana, Apis florea, Apis dorsata.
La mel que produeix és la més preuada de l'Himàlaia, un preu que supera en cinc vegades la de la mel d'Apis mellifera o Apis cerana i s'exporta al Japó, Corea, i Hong Kong. Aquesta mel és de color vermell i se li atribueixen propietats medicinals per la grayanotoxina present en el nèctar dels rododendres.